# Manuel de Saldanha da Gama
Manuel de Saldanha da Gama (* 8. September 1820 in Brasilien; † 19. April 1875 in Lissabon, Portugal) war ein portugiesischer Kolonialverwalter.

## Kolonialer Dienst
In Portugiesisch-Indien war Gama Hauptmann (Capitão graduado) des Kavallerieregiments Nr. 2, der Lanzer der Königin. Zwischen dem 12. November 1851 und dem 4. August 1852 war er der amtierende Gouverneur von Diu.
Im Juli 1851 schloss der Gouverneur von Portugiesisch-Timor José Joaquim Lopes de Lima ohne Vollmacht einen Vertrag mit den Niederländern, in dem er die Besitzrechte über mehrere Inseln der Kleinen Sundainseln gegen die niederländische Exklave Maubara im Osten Timors und 200.000 Florins übertrug. Gama wurde daraufhin nach Portugiesisch-Timor entsandt, wo er am 8. September 1852 eintraf. Lima wurde abgesetzt und arrestiert. Er starb auf der Rückreise nach Lissabon in Batavia. Gama hatte das Amt des Gouverneurs bis 1856 inne. Die Abtretung der Inseln konnte Gama nicht mehr rückgängig machen. Ab 1854 wurde mit den Niederländern neu verhandelt und schließlich die Neuverteilung der Territorien zwischen den Kolonialmächten mit dem Vertrag von Lissabon bestätigt.
Am 26. Dezember 1854 wurde die Verbannung von Missionaren aus Timor von 1834 durch ein königliches Dekret zurückgenommen und Priester wurden von Goa nach Timor und Mosambik entsandt. Doch auch nach der Rückkehr der Geistlichen nach Timor schien die Missionierung des Inselinneren aufgegeben worden zu sein. Im selben Jahr wurde in Portugiesisch-Timor die Sklaverei verboten, auch wenn sich dieses bei den lokalen Herrschern erst im 20. Jahrhundert durchsetzte. Die Amtszeit Gamas verlief ungewöhnlich friedlich. In diesem Zeitraum kam es zu keinen Rebellionen durch die einheimische Bevölkerung.

## Familie
Gama war der Sohn von Manuel de Saldanha da Gama Torres Guedes de Brito, dem siebten Graf von Ponte, und der D. Joaquina de Castelo-Branco Correia da Cunha. Der Gouverneur heiratete 1845 die vier Jahre jüngere Helène Theodorine de Pezerat in Lissabon. Zusammen hatten sie drei Söhne und zwei Töchter.